# Lantenay (Ain)
Pour les articles homonymes, voir Lantenay.
Lantenay est une commune française, située dans le département de l'Ain en région Auvergne-Rhône-Alpes.
Ses habitants s'appellent les Béguélins.

## Géographie
Lantenay est une commune du Bugey située dans la Combe du Val dominée à l'ouest par la chaîne de l'Avocat et à l'est par la chaîne de Tré-Ferrières et de la Roche Tournery. Le ruisseau du Borey traverse le territoire de la commune.
La commune comporte deux bourgs, le village de Lantenay situé à 730 mètres d'altitude, et le hameau du Tremblay légèrement en contrebas.

### Communes limitrophes
| Vieu-d'Izenave | Outriaz  |                    |
|                | Lantenay |                    |
| Izenave        |          | Champdor-Corcelles |

### Climat
Pour des articles plus généraux, voir Climat d'Auvergne-Rhône-Alpes et Climat de l'Ain.
En 2010, le climat de la commune est de type climat de montagne, selon une étude du CNRS s'appuyant sur une série de données couvrant la période 1971-2000. En 2020, Météo-France publie une typologie des climats de la France métropolitaine dans laquelle la commune est exposée à un climat de montagne ou de marges de montagne et est dans la région climatique Jura, caractérisée par une forte pluviométrie en toutes saisons (1 000 à 1 500 mm/an), des hivers rigoureux et un ensoleillement médiocre.
Pour la période 1971-2000, la température annuelle moyenne est de 8,6 °C, avec une amplitude thermique annuelle de 16,7 °C. Le cumul annuel moyen de précipitations est de 1 643 mm, avec 11 jours de précipitations en janvier et 8,8 jours en juillet. Pour la période 1991-2020, la température moyenne annuelle observée sur la station météorologique de Météo-France la plus proche, « Vieu », sur la commune de Vieu-d'Izenave à 3 km à vol d'oiseau, est de 9,4 °C et le cumul annuel moyen de précipitations est de 1 610,3 mm,. Pour l'avenir, les paramètres climatiques de la commune estimés pour 2050 selon différents scénarios d'émission de gaz à effet de serre sont consultables sur un site dédié publié par Météo-France en novembre 2022.

## Urbanisme

### Typologie
Au 1er janvier 2024, Lantenay est catégorisée commune rurale à habitat dispersé, selon la nouvelle grille communale de densité à 7 niveaux définie par l'Insee en 2022.
Elle est située hors unité urbaine et hors attraction des villes,.

### Occupation des sols
L'occupation des sols de la commune, telle qu'elle ressort de la base de données européenne d’occupation biophysique des sols Corine Land Cover (CLC), est marquée par l'importance des forêts et milieux semi-naturels (49,4 % en 2018), en augmentation par rapport à 1990 (47,9 %). La répartition détaillée en 2018 est la suivante : 
forêts (49,4 %), prairies (42,5 %), zones urbanisées (4,5 %), zones agricoles hétérogènes (3,7 %).
L'évolution de l’occupation des sols de la commune et de ses infrastructures peut être observée sur les différentes représentations cartographiques du territoire : la carte de Cassini (XVIIIe siècle), la carte d'état-major (1820-1866) et les cartes ou photos aériennes de l'IGN pour la période actuelle (1950 à aujourd'hui).

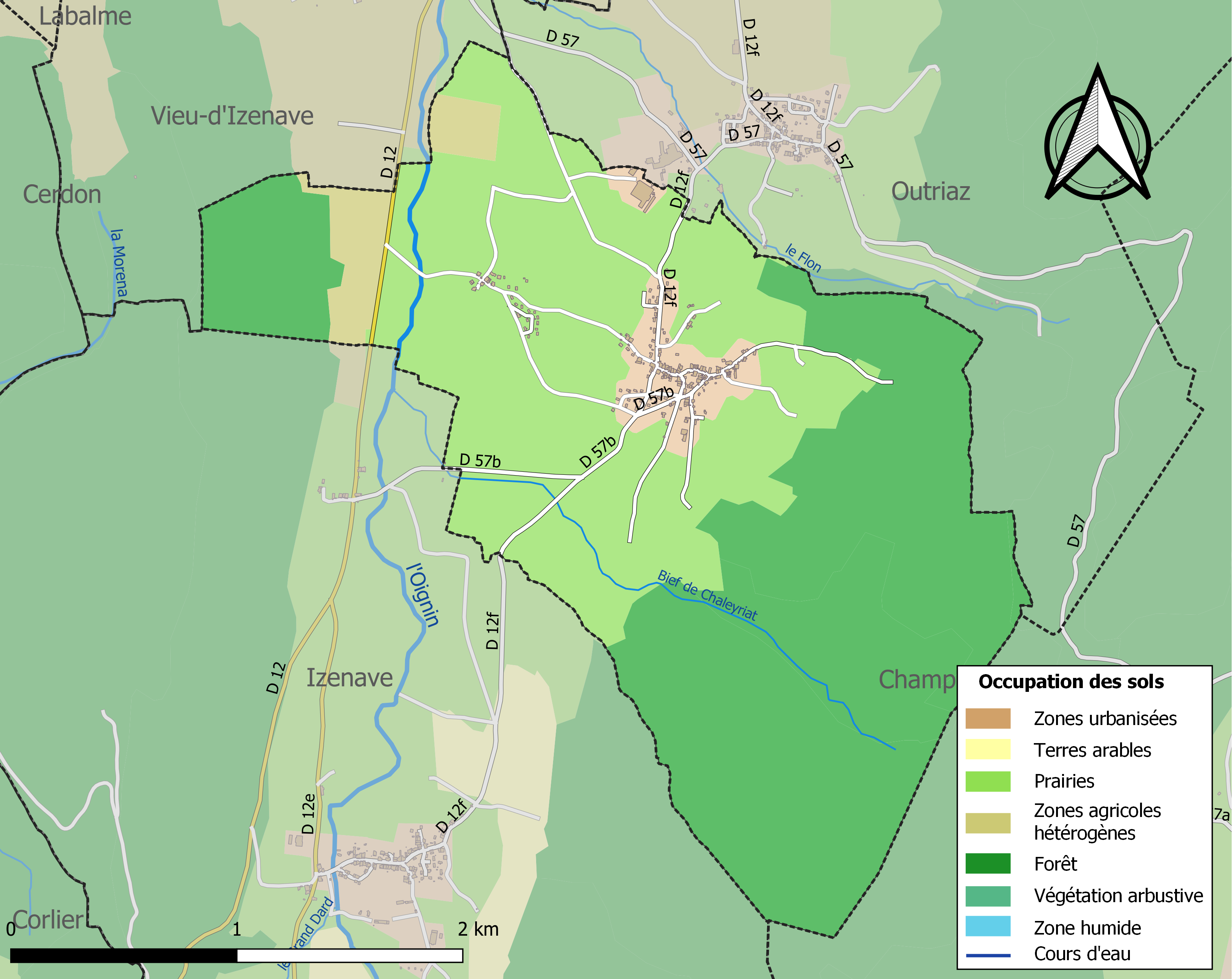
Carte des infrastructures et de l'occupation des sols de la commune en 2018 (CLC).

## Toponymie
L'origine du nom de la commune viendrait du latin Lentenus suivi du suffixe acum.

## Histoire
Paroisse mentionnée dès le XIIIe siècle, à l'époque où une famille de Lantenay y possédait une maison forte aujourd'hui complètement disparue. En 1324, Louis de Lantenay y est encore mentionné sous la suzeraineté de la famille de Rougemont qui avaient remplacé a ce titre la famille de Thoire et Villars. À la fin du XVIe siècle, la famille de Grenaud hérita de la maison forte. En 1716, ce fut à la famille de Montillet archevêque d'Auch de succéder à la famille de Grenaud. Lantenay fut le siège d'un doyenné qui relevait de l'abbaye d'Ambronay.
En 1873, le hameau d'Outriaz devient une commune.

## Politique et administration

### Découpage territorial
La commune de Lantenay est membre de l'intercommunalité Haut-Bugey Agglomération, un établissement public de coopération intercommunale (EPCI) à fiscalité propre créé le 1er janvier 2014 dont le siège est à Oyonnax. Ce dernier est par ailleurs membre d'autres groupements intercommunaux.
Sur le plan administratif, elle est rattachée à l'arrondissement de Nantua, au département de l'Ain et à la région Auvergne-Rhône-Alpes. Sur le plan électoral, elle dépend du canton de Plateau d'Hauteville pour l'élection des conseillers départementaux, depuis le redécoupage cantonal de 2014 entré en vigueur en 2015, et de la cinquième circonscription de l'Ain pour les élections législatives, depuis le dernier découpage électoral de 2010.

### Administration municipale
| Période                                  | Période      | Identité           | Étiquette | Qualité                            |
| ---------------------------------------- | ------------ | ------------------ | --------- | ---------------------------------- |
| mars 2001                                | octobre 2011 | François Dezecache | DVD       |                                    |
| déce                                     | mai 2020     | Hervé Leroy        |           | Retraité d'une entreprise publique |
| mai 2020                                 | En cours     | Jean-Louis Benoit  |           | Ancien cadre                       |
| Les données manquantes sont à compléter. |              |                    |           |                                    |

## Démographie
L'évolution du nombre d'habitants est connue à travers les recensements de la population effectués dans la commune depuis 1793. Pour les communes de moins de 10 000 habitants, une enquête de recensement portant sur toute la population est réalisée tous les cinq ans, les populations de référence des années intermédiaires étant quant à elles estimées par interpolation ou extrapolation. Pour la commune, le premier recensement exhaustif entrant dans le cadre du nouveau dispositif a été réalisé en 2007.
En 2022, la commune comptait 265 habitants, en évolution de −2,57 % par rapport à 2016 (Ain : +5,15 %, France hors Mayotte : +2,11 %).
| 1793 | 1800 | 1806 | 1821 | 1831 | 1836 | 1841 | 1846 | 1851 |
| ---- | ---- | ---- | ---- | ---- | ---- | ---- | ---- | ---- |
| 643  | 663  | 678  | 598  | 613  | 545  | 629  | 676  | 735  |

| 1856 | 1861 | 1866 | 1872 | 1876 | 1881 | 1886 | 1891 | 1896 |
| ---- | ---- | ---- | ---- | ---- | ---- | ---- | ---- | ---- |
| 690  | 642  | 572  | 531  | 302  | 312  | 315  | 322  | 305  |

| 1901 | 1906 | 1911 | 1921 | 1926 | 1931 | 1936 | 1946 | 1954 |
| ---- | ---- | ---- | ---- | ---- | ---- | ---- | ---- | ---- |
| 300  | 290  | 279  | 244  | 253  | 262  | 242  | 230  | 213  |

| 1962 | 1968 | 1975 | 1982 | 1990 | 1999 | 2006 | 2007 | 2012 |
| ---- | ---- | ---- | ---- | ---- | ---- | ---- | ---- | ---- |
| 224  | 186  | 176  | 198  | 235  | 260  | 257  | 256  | 263  |

| 2017 | 2022 | - | - | - | - | - | - | - |
| ---- | ---- | - | - | - | - | - | - | - |
| 277  | 265  | - | - | - | - | - | - | - |

Avant 1870, la population d'Outriaz est incluse à celle de Lantenay.

## Culture locale et patrimoine

### Église de l'Assomption

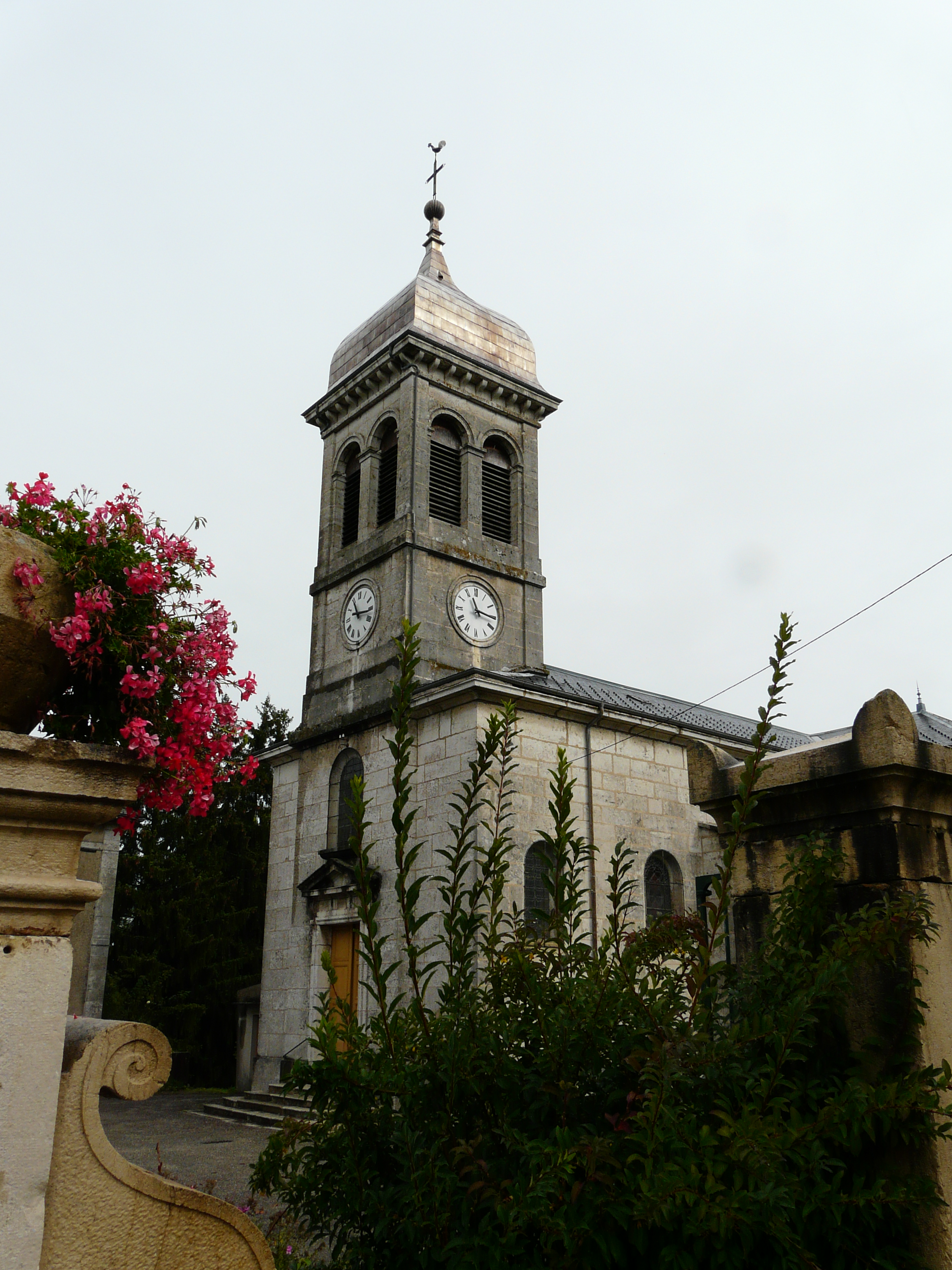
L'église.

On connaît peu de choses sur la date de construction de l'église mais elle est déjà mentionnée en 1205. Le sceau d'un chapelain de Lantenay est appendu à une charte de la chartreuse de Meyriat en 1249. En 1304, l'archevêque de Lyon, Louis de Thoire et Villars, confirma l'appartenance de l'église de Lantenay aux anciennes dotation d'Ambronay.